# Peter Carlberg
Peter Sigvard Carlberg (født 8. december 1950) er en svensk skuespiller. Han er uddannet fra Teaterhögskolan i Stockholm.
Carlberg vandt i 2013 en Guldbagge for bedste mandlige birolle i Avalon (2011), der er instrueret af Axel Petersén.

## Udvalgt filmografi
- Distrikt 5 (tv-serie, 1983)
- Zonen (tv-serie, 1996)
- Bombay Dreams (2004)
- Höök (tv-serie, 2007-2008)
- Lad den rette komme ind (2008)
- Livet i Fagervik (tv-serie, 2008)
- Vores venners liv (tv-serie, 2010)
- Anno 1790 (tv-serie, 2011)
- Avalon (2011)
- The Girl with the Dragon Tattoo (2012)
- Livstid (2012)
- Snabba cash II (2012)
- Ægte mennesker (tv-serie, 2012-2014)
- Mig ejer ingen (2013)
- Tykkere end vand (tv-serie, 2014)
- Cirklen (2015)
- Maria Wern (tv-serie, 2016)
- Springfloden (tv-serie, 2016)
- Greyzone (tv-serie, 2018)
- Bonusfamilien (tv-serie, 2018)
- Mord i Skærgården (tv-serie, 2018)
- Det som skjules i sneen (tv-serie, 2018)
- Sneengle (tv-serie, 2021)
- Kapningen (tv-serie, 2023)